# ArchivArte
ArchivArte ist ein Archiv, ein gemeinnütziger Verein zur Verwaltung künstlerischer Nachlässe, der einen Verlag und eine Galerie in Bern betreibt.

## Zweck
Der Verein hat es sich zum Ziel gesetzt, in seinem Archiv die Nachlässe von Schweizer Kunstschaffenden, insbesondere von Frauen, aufzuarbeiten, zu dokumentieren, zu bewahren und einer breiten Oeffentlichkeit zugänglich zu machen.

## Entstehung
1998 wurde ArchivArte ursprünglich als «Gesellschaft für die Nachlassverwaltung Schweizerischer Bildender Künstlerinnen» von der Textilkünstlerin Inga Vatter-Jensen gegründet.

## Aktivitäten
Der Verein führt eine eigene Kunstgalerie für zeitgenössische Kunst und die Bestände des Archives. Die anvertrauten Nachlässe werden wissenschaftlich aufgearbeitet, ausgestellt und sachgerecht konserviert.
Zudem hat der Verein als Verlag zahlreiche Publikationen zu Künstlern veröffentlicht.

## Nachlässe (Auswahl)
- Hanni Bay
- Greti Arni
- Claire Brunner
- Eva Diener
- Elsbeth Gysi
- Mili Jäggi
- Hanni Kasser
- Heinz-Peter Kohler
- Hanni Pfister
- Ruth Schwob
- Henriette Sechehaye
- Bruno Wurster
- Max von Mühlenen
- Daniel de Quervain

## Publikationen (Auswahl)
- Inga Vatter-Jensen, Steffan Biffiger: Käthi Fischlin-Portenier. ArchivArte, Bern 2009, ISBN 978-3-9522302-8-6
- Inga Vatter-Jensen (Hg.): Ruth Schwob-Bloch. ArchivArte, Bern 2007, ISBN 978-3-9522302-4-4
- Steffan Biffiger: Roland Muri. ArchivArte, Bern 2006, ISBN 978-3-9522302-3-7
- Steffan Biffiger: Stefan Haenni – Orient und Okzident. ArchivArte, Bern 2008, ISBN 978-3-9522302-5-1
- Inga Vatter-Jensen, Annelise Zwez: Henriette Sechehaye – die letzte Privatschülerin von Paul Klee. ArchivArte, Bern 2005, ISBN 978-3-9522302-2-0.